# Sango Niang
 Sango Niang (París, Francia, 21 de diciembre de 1993) es un baloncestista senegalés. Con una altura de un 1.93 metros, juega en la posición de base en las filas del Grupo Alega Cantabria de la Liga LEB Plata.

## Trayectoria deportiva
Comenzó su andadura en la Universidad de Simon Fraser en Canadá, donde jugó de 2013 a 2015. Después paso por el Club Estudiantes Concordia de la Liga Nacional de Básquet en la temporada 2015-2016 con el que jugó 8 partidos en apenas dos meses.
En la temporada 2016-2017 llega a España para jugar en las filas del Aquimisa Laboratorios – Queso Zamorano de LEB Plata, en la que promedió 29,1 minutos de media por partido, 13,6 puntos y 4,3 asistencias.
Durante la temporada 2017-18 jugaría en las filas del SSV Lokomotive Bernau de Alemania o el KFUM Nassjo Basket de la Basketligan.
En la temporada 2018-2019 regresa a Zamora para jugar en Aquimisa Laboratorios – Queso Zamorano de LEB Plata, en la que promedió 14,8 puntos, 3,6 rebotes y 3,8 asistencias convirtiéndose en el mejor base de la LEB Plata durante la temporada.
En septiembre de 2019, se hace oficial su llegada al Club Deportivo Maristas Palencia de la Liga LEB Oro. Sin embargo, a principios del mes de octubre, Niang se desvinculó del club palentino para recuperarse de una lesión en el muslo.
En diciembre de 2019, se incorpora al San Sebastián Gipuzkoa Basket Club de la Liga LEB Oro para suplir las bajas de Timmer y Uriz.
En enero de 2020, se incorpora a las filas del Club Baloncesto Peixefresco Marín, siendo el tercer club en la Liga LEB Oro en el que juega durante la temporada 2019-20.
En verano de 2020, firma por el Grupo Alega Cantabria de la Liga LEB Plata.

## Selección nacional
Es un jugador francés de nacimiento pero tiene pasaporte senegalés, por lo que disputaría varios partidos con la selección de su país a las órdenes de Porfi Fisac.